# Schaperspolder
De Schaperspolder is een kleine polder in de Nederlandse streek Zeeuws-Vlaanderen, gelegen tussen Kloosterzande en Kuitaart, die behoort tot de Polders van Hontenisse en Ossenisse. Binnen de polder bevindt zich de buurtschap Het Oliekot.
Reeds vóór 1200 werd deze polder ingedijkt door de monniken van de Abdij Ten Duinen. De polder is 71 ha groot.
In deze polder ligt het Schaperswiel, een nog geheel intact zijnd wiel.